# Jeanne Balibar
Jeanne Balibar (ur. 13 kwietnia 1968 w Paryżu) – francuska aktorka filmowa i piosenkarka.

## Życiorys
Jest córką filozofa Étienne Balibara i profesor fizyki Françoise Balibar. Początkowo chciała być tancerką, ale w końcu zdecydowała się na aktorstwo. 
Po ukończeniu studiów zatrudniła się w La Comédie Française, grając we francuskich klasykach. Karierę rozpoczęła od roli Elwiry w Don Juanie Moliera. Jej rola została zauważona przez krytyków i publiczność podczas festiwalu teatralnego Festival d'Avignon. 
W 1992 wystąpiła w pierwszym filmie, La sentinelle w reżyserii Arnauda Desplechina. 
W 2018 otrzymała Cezara dla najlepszej aktorki za rolę w filmie Barbara w reżyserii Mathieu Amalricka.
Zasiadała w jury konkursu głównego na 58. MFF w Wenecji (2001) oraz na 61. MFF w Cannes (2008).

## Życie prywatne
Jeanne Balibar była żoną reżysera Mathieu Amalricka, z którym na dwóch synów: Antoine (ur. 1997) i Pierre (ur. 1999).

## Filmografia
- La sentinelle (1992)
- Un dimanche à Paris (1994)
- La Folie douce (1994)
- La Croisade d'Anne Buridan (1995)
- O co chodzi w seksie? (1996)
- J'ai horreur de l'amour (1997)
- Fin août, début septembre (1998)
- Dieu seul me voit (1998)
- Ça ira mieux demain (2000)
- Comedy of Innocence (2000)
- With all my love (2001)
- Va savoir (2001)
- 17 fois Cécile Cassard (2002)
- Le stade de Wimbledon (2002)
- Une affaire Privée (2002)
- Saltimbank (2003)

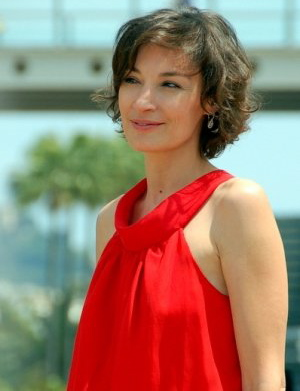
Jeanne Balibar, 2008

- Toutes ces belles promesses (2003)
- Code 46 (2003)
- Clean (2004)
- Call me Agostino (2005)
- Ne touchez pas la hache (2007)
- Naznaczony tańcem (2007)
- Dziewczyna z Monako (2008)
- Sagan (2008)
- La Traversée du désir (2009)
- Mourir d'aimer  (2009)
- Im Alter von Ellen (2010)
- Clara s'en va mourir (2012)
- The Tunnel (2013)
- Par exemple, Electre (2013)
- Le dos rouge (2014)
- Les nuits d'été (2014)
- Grace księżna Monako (2014)
- Deadweight (2016)
- À jamais (2016)
- Barbara (2017)
- Zimna wojna (2018)

## Nagrody i wyróżnienia
- 1998 – Międzynarodowy Festiwal Filmowy w San Sebastián
  - Najlepsza aktorka za film Fin août, début septembre (1998)
- 1998 – Thessaloniki Film Festival
  - Najlepsza aktorka za film Dieu seul me voit (1998)
- 2011 – Buenos Aires International Festival of Independent Cinema
  - Najlepsza aktorka za film Im Alter von Ellen (2010)
- 2018 – Lumiere Awards
  - Najlepsza aktorka za film Barbara (2017)
- 2018 – César
  - Najlepsza aktorka za film Barbara (2017)

## Dyskografia
- Paramour (2003)
- Slalom Dame (2006)